# سالواتوره سولو
سالواتوره سولو (انگلیسی: Salvatore Sullo؛ زادهٔ ۲۳ اکتبر ۱۹۷۱) بازیکن فوتبال اهل ایتالیا است.
از باشگاه‌هایی که در آن بازی کرده‌است می‌توان به باشگاه فوتبال آولینو، باشگاه فوتبال رجانا، باشگاه فوتبال دلفینو پسکارا، و باشگاه فوتبال مسینا اشاره کرد.